# La Cabeza de Béjar
La Cabeza de Béjar is een gemeente in de Spaanse provincie Salamanca in de regio Castilië en León met een oppervlakte van 13,91 km². La Cabeza de Béjar telt 70 inwoners (1 januari 2016).

## Demografische ontwikkeling
Bron: INE, 1857-2011: volkstellingen